# (7171) Arthurkraus
(7171) Arthurkraus est un astéroïde de la ceinture principale.

## Description
(7171) Arthurkraus est un astéroïde de la ceinture principale. Il fut découvert le 13 janvier 1988 à l'Observatoire Kleť par Antonín Mrkos. Il présente une orbite caractérisée par un demi-grand axe de 2,33 UA, une excentricité de 0,14 et une inclinaison de 2,8° par rapport à l'écliptique.

## Compléments